# Cupid's Fireman
Pour plus de détails, voir Fiche technique et Distribution.
Cupid's Fireman est un film muet américain réalisé par William A. Wellman et sorti en 1923.

## Synopsis
Andy McGee rejoint le corps des pompiers avec l'intention de devenir aussi valeureux que son père, mort dans un incendie. Au cours d'un sinistre qui se déclare au théâtre, Andy fait la connaissance d'Agnes Evans, une danseuse. Il en tombe amoureux, mais elle est mariée à une brute ivrogne…

## Fiche technique
- Titre original : Cupid's Fireman
- Réalisation : William A. Wellman
- Scénario : Eugene B. Lewis, d'après la nouvelle Andy M'Gee’s Chorus Girl de Richard Harding Davis
- Photographie : Joseph H. August
- Production : William Fox
- Société de production : Fox Film Corporation
- Société de distribution : Fox Film Corporation
- Pays de production :  États-Unis
- Langue originale : anglais
- Format : noir et blanc — 35 mm — 1,37:1 — Film muet
- Genre : drame
- Durée : 57 minutes (5 bobines)
- Date de sortie :
  - États-Unis : 16 décembre 1923

## Distribution
- Buck Jones : Andy McGee
- Marian Nixon : Agnes Evans
- Brooks Benedict : Bill Evans
- Eileen O'Malley : Elizabeth Stevens
- Lucy Beaumont
- Al Fremont
- Charles McHugh
- Mary Warren : Molly Turner
- Louis King